# Marianne V. Moore
Marianne V. Moore  es una ecologista acuática estadounidense, cuyo área de especialización es la amenaza que representan los lagos de origen artificial. Recibió el Premio Ramón Margalef a la Excelencia en Educación en 2015 por un programa de enseñanza innovador que diseñó y que combina la investigación cultural y científica para brindar a los estudiantes una comprensión interdisciplinaria del impacto de los cambios en el hábitat del lago para los organismos en el agua, así como el gente que puebla las orillas que rodean el lago.

## Primeros años
Marianne Voigt Moore, hija de Marjorie y Max Moore y que lleva el nombre de la poeta Marianne Moore, se crio en la granja de su familia en Mediapolis, Iowa .   Desde pequeña sintió fascinación por los animales y los insectos. Después de completar su educación primaria y graduarse de Mediapolis High School, se matriculó en Colorado College .   Durante su segundo año de estudios, participó en una clase de investigación de verano sobre zoología de invertebrados acuáticos y se interesó por los microorganismos que poblaban el lago en la frontera entre Minnesota y Canadá, donde se encontraba el centro de investigación.  Tras completar su licenciatura, cum laude, en biología en 1975,   pasó a trabajar en una maestría en la Universidad Estatal de Iowa . Bajo la tutela de Roger W. Bachmann, Moore estudió los efectos de los subproductos de una planta procesadora de carne cercana en el río Iowa y obtuvo su título en limnología en 1977.  Ese año, al ganar una beca Fulbright-Hays, comenzó su investigación doctoral estudiando el zooplancton en lagos de agua dulce de Nueva Zelanda en la Universidad de Canterbury en Christchurch . 

## Carrera
Al regresar de su año en el extranjero, Moore trabajó como asistente de investigación de Bachmann en la Universidad Estatal de Iowa,  completando un estudio de 115 lagos públicos del estado. El estudio se convirtió en la base para los proyectos de restauración de lagos en Iowa.  Al año siguiente, fue a Hanover, New Hampshire y comenzó a trabajar en su doctorado en Dartmouth College,  donde también trabajó como asistente de enseñanza.  Completó su tesis en 1986, bajo la dirección de John J. Gilbert, y se graduó con su doctorado en ecología acuática en 1986.  De 1986 a 1988, Moore trabajó en la Universidad de Miami en Oxford, Ohio, como investigador e instructor.  En 1988, Moore fue contratada como profesora asistente en el departamento de biología de Wellesley College,  y se mudó a Wellesley, Massachusetts con su esposo, Nick Rodenhouse, quien también fue aceptado para enseñar en Wellesley. Mientras investigaba las aves migratorias y los efectos del cambio climático sobre ellas, Moore continuó su investigación sobre el zooplancton, estudiando el cercano lago Waban.  Su investigación abarcó el análisis del efecto de la contaminación lumínica en los organismos lacustres.  En 1995, Moore conoció a Thomas Hodge, profesor de ruso, y concibieron la idea de desarrollar un programa de investigación interdisciplinario y transcultural que combinaría los estudios culturales de los estudiantes de humanidades con las actividades de investigación de los estudiantes de biología centradas en el lago Baikal en Siberia.  En 1997, Moore se convirtió en profesora asociada  y tres años más tarde, ella y Hodge elaboraron un programa de estudios para su propuesta de curso.  Recibió el Premio Anna y Samuel Pinanski a la excelencia docente de Wellesley en 1998 y al año siguiente fue honrada con el Premio Apgar a la Innovación en la Enseñanza. 
En 2000, Moore y Hodge fueron al lago Baikal y descubrieron que la Universidad Estatal de Irkutsk poseía una pequeña estación de investigación abandonada en el pueblo de Bolshiye Koty . Con planes de que un equipo ruso rehabilitara el edificio, el dúo preparó su curso y llevó a los primeros estudiantes al sitio en 2001. En ese momento, se enteró de un registro de datos que se había conservado en el agua del lago durante unos sesenta años,  pero, pensando que había habido un error en la traducción, ignoró el informe. Dos años más tarde, cuando ella y su estudiante regresaron al sitio, se enteró de que Mikhail M. Kozhov comenzó a recolectar muestras semanales del lago en 1945. Posteriormente, con la ayuda de su hija, Olga M. Kozhova y su nieta, Lyubov Izmest'eva, los datos se recopilaron durante un esfuerzo que duró todo el año. Moore se puso en contacto con Stephanie E. Hampton,  una colega que trabajaba en la Universidad de Idaho .  Hampton hizo arreglos para que el Centro Nacional de Análisis Ecológico de la Universidad de California, Santa Bárbara, ayudara a analizar los datos sobre el Sitio del Patrimonio Mundial y financiara el trabajo colaborativo.  Superando desafíos logísticos, lingüísticos y culturales, el equipo produjo hallazgos únicos sobre el calentamiento del lago y los cambios en las especies que habitan el lago debido al aumento de las temperaturas. Ampliando el programa en 2011 con una subvención de la Fundación Nacional de Ciencias, los científicos de la Universidad Estatal de Irkutsk comenzaron a trabajar con quince científicos estadounidenses de cinco universidades.  El objetivo del proyecto ampliado es determinar si las especies nativas de plancton en el lago se adaptarán y prosperarán con el cambio climático, o si las especies de aguas cálidas las reemplazarán, reconociendo que los cambios en el plancton afectarán a las especies superiores que se alimentan del plancton y, en última instancia, todo el ecosistema del lago.  Aunque Moore encabezó el equipo que evaluó el zooplancton, también participó en el análisis  "la única foca del mundo exclusivamente de agua dulce", pusa sibirica . Cuando ella y su estudiante de posgrado, Ted Ozersky, descubrieron una colección de 400 cráneos de foca en un laboratorio de Irkutsk, que habían sido recolectados desde la década de 1960, pidieron permiso para estudiarlos. Al extraer los dientes y analizar el contenido de metal con un espectrómetro de masas, descubrieron que altos niveles de mercurio y cadmio habían puesto en peligro la salud de las focas en las décadas de 1960 y 1970.  Poner en peligro a las focas, que son una fuente primaria de alimento para los indígenas buriatos, con las emisiones tóxicas de la combustión de carbón, la minería y las pruebas nucleares planteó riesgos para la salud de toda la cadena alimentaria dentro y a lo largo del lago.  

En 2012, Moore se convirtió en profesora titular en Wellesley y en 2014 fue nombrada profesora Camilla Chandler Frost de Estudios Ambientales.  Junto con sus alumnos, ha estudiado el crecimiento de algas a lo largo de la costa del lago para determinar el origen de los nutrientes de las algas. Los estudios iniciales determinaron que las aguas residuales de los arroyos que alimentan el lago no contribuyeron significativamente, pero estudios posteriores indican que el agua subterránea puede ser la fuente.  En 2015, Moore fue homenajeada por la Asociación de Ciencias de Limnología y Oceanografía, quien le confirió el Premio Ramón Margalef a la Excelencia en Educación, por su desarrollo del proyecto de investigación interdisciplinario, multiinstitucional y multinacional en el lago Baikal, que ha Permitió a los estudiantes aprender técnicas de investigación y al mismo tiempo desarrollaron su capacidad para analizar críticamente y crear soluciones para problemas logísticos, sensibilidad cultural y obstáculos lingüísticos.  Moore se retiró de Wellesley en 2017. 

## Publicaciones Selectas
- Moore, Marianne V.; Gilbert, John J. (1987). «Age-specific Chaoborus predation on rotifer prey». Freshwater Biology (en inglés) 17 (2): 223-236. ISSN 0046-5070. doi:10.1111/j.1365-2427.1987.tb01044.x.
- Moore, Marianne V. (April 1988). «Differential use of food resources by the instars of Chaoborus punctipennis». Freshwater Biology 19 (2): 249-268. ISSN 1365-2427. doi:10.1111/j.1365-2427.1988.tb00346.x.
- Moore, Marianne V.; Folt, Carol F.; Stemberger, Richard S. (22 de enero de 1996). «Consequences of elevated temperatures for zooplankton assemblages in temperate lakes». Archiv für Hydrobiologie (en inglés) 135 (3): 289-319. doi:10.1127/archiv-hydrobiol/135/1996/289.
- Folt, C. L; Chen, C. Y.; Moore, Marianne V.; Burnaford, J. (May 1999). «Synergism and antagonism among multiple stressors». Limnology and Oceanography 44 (3): 864-877. Bibcode:1999LimOc..44..864F. ISSN 0024-3590. doi:10.4319/lo.1999.44.3_part_2.0864.
- Moore, Marianne V.; Pierce, Stephanie M.; Walsh, Hannah M.; Kvalvik, Siri K.; Lim, Julie D. (October 2000). «Urban light pollution alters the diel vertical migration of Daphnia». Internationale Vereinigung für Theoretische und Angewandte Limnologie: Verhandlungen 27 (2): 779-782. ISSN 0368-0770. doi:10.1080/03680770.1998.11901341.